# Ober-Mörlen
Ober-Mörlen település Németországban, Hessen tartományban. Lakosainak száma 5849 fő (2023. december 31.).

## Népesség
A település népességének változása:
| Lakosok száma | 5740 | 5740 | 5781 | 5847 | 5849 |
|               | 2017 | 2019 | 2021 | 2022 | 2023 |